# دمی والرینگ
آدریانا گیرترویدا «دمی» والرین (تلفظ هلندی: [ˈde:mi ˈvɔlərɪŋ] ; متولد ۱۵ نوامبر ۱۹۹۶) یک دوچرخه‌سوار هلندی است که برای تیم جهانی زنان یوسی‌آی بولز–دولمنز دوچرخه‌سواری می‌کند.
در سال ۲۰۲۱ نیز وی توانست برنده لیگ باستومه ۲۰۲۱ (مسابقات دوچرخه سواری بلژیک) بشود، اولین برد او در یک مسابقه  کلاسیک آردن بود. در سال ۲۰۲۳، او برنده هر سه رقابت کلاسیک آردن، مسابقه طلایی آمستل، شاخه زنانه لا فلچه والونه و لیگ باستومه شد. بعداً در همان سال، او قهرمانی ملی هلند در مسابقات جاده‌ای را نیز کسب کرد، آن هم درست پیش از اینکه برای اولین بار تور دو فرانس زنان را برنده شود.

## نتایج عمده
۲۰۱۸
نهمین تور عمومی تور اوپسالا
۲۰۱۹
اول Giro dell'Emilia
اول Volta Limburg Classic
نفر دوم در مجموع Grand Prix Elsy Jacobs
سومین لیژ–باستوگن–لیژ
پنجمین فلش والون
پنجمین تور زنان
پنجمین جی پی از پلوایی
هفتمین مسابقه طلایی آمستل